# Нийдикюла
Нийдикюла (Нийди) (эст. Niidiküla) — село в Эстонии, входит в состав волости Хийумаа уезда Хийумаа. По данным переписи 2020 года, население Ниидикюлы составляет 18 человек.

## География
Село Нийдикюла расположено в юго-восточной части острова Хийумаа, северо-западная Эстония. Находится в 23 километрах к югу от центра района, города Кярдла.

## Население
| 1959 | 1970 | 2000 | 2011 | 2020 |
| ---- | ---- | ---- | ---- | ---- |
| 29   | 26   | 18   | 13   | 18   |